# 陶百川
陶百川（1903年1月19日—2002年8月9日），出生於浙江省紹興縣，中華民國政治家、曾任監察委員30年，以1955年和同為中國國民黨的其他九位監委，聯名彈劾行政院長俞鴻鈞案，名聲最著。陶百川在監委任內，曾於1960年提案廢除報禁，另曾因司法人員執法問題，彈劾高等法院院長，並糾正過情治機關，被稱為「黨內的黨外分子」。1977年因監察權不彰，辭去職務。美麗島事件後，陶百川屢聲言為「黨外人士」辯護。2002年初陶百川重病時，時任副總統呂秀蓮前往醫院探視，評價他「年輕一輩或許不知『陶公』為何許人，但從威權走到民主的人，應該或多或少都能感受『陶公』的風骨和情懷，心中無不對他充滿敬意。」陳水扁總統於陶百川病逝前4日，親赴醫院頒授文職最高榮譽之一等卿雲勳章，逝世後政府明令褒揚。
陶百川曾出任中國國民黨上海市黨部執行委員、「幹社」副幹事長、中國文化建設協會上海市分會幹事長、上海《民國日報》編輯、《晨報》總主筆、香港《國民日報》社長、重慶《中央日報》總社社長、國民參政會參政員、制憲國民大會代表、上海大東書局總經理、監察院第一屆監察委員。

## 生平事略
- 大清光緒廿九年（1903年，即民國前9年）出生於浙江省紹興縣。
- 民國15年（1926年）畢業於上海法科大學(法學士)、南方大學(文學士)
- 民國23年（1934年）赴美國哈佛大學進修
- 任上海市臨時參議會參議員、淞滬警備司令部軍法處長
- 民國37年（1948年）上海市選出之第一屆監察委員
- 民國66年（1977年）獲聘為總統府國策顧問
- 民國79年（1990年）任國家統一委員會委員；“國家統一綱領”的大部分內容乃參照其起草“國家統一初級綱領”寫成。
- 民國89年（2000年）因健康因素請辭總統府國策顧問，並獲頒一等卿雲勳章。
- 民國91年（2002年）去世。
- 著有《陶百川全集》。[2]

## 荣誉

### 中华民国勋章奖章
- 一等卿云勋章（2002年8月5日于台北县新店市耕莘医院颁授[3]）